# 科威特甲組足球聯賽
科威特甲組足球聯賽（Kuwaiti Division One）是科威特國內第二級的職業足球聯賽，聯賽冠軍球隊可升級至科威特超級足球聯賽。最新制度的甲組聯賽於2006–07球季推行。
2016年4月25日，國際足協恢復了科威特足球協會的會藉。因此科威特甲組足球聯賽亦會於2017–18球季重新進行。

## 參賽球隊
2017–18年科威特甲組足球聯賽參賽隊伍共有 7 支。
| 中文名稱 | 英文名稱          | 所在城市   | 上季成績       |
| -------- | ----------------- | ---------- | -------------- |
| 法哈希爾 | Al-Fahaheel FC    | 科威特城   | 超聯，第 9 位  |
| 艾沙巴柏 | Al-Shabab SC      | 艾哈馬迪   | 超聯，第 10 位 |
| 亞蒙克   | Al-Yarmouk SC     | 米舒夫     | 超聯，第 11 位 |
| 科海坦   | Khaitan SC        | 科海坦     | 超聯，第 12 位 |
| 沙希爾   | Sahel SC          | 阿布夏利法 | 超聯，第 13 位 |
| 舒拉比赫 | Al-Sulaibikhat SC | 科威特城   | 超聯，第 14 位 |
| 伯根     | Burgan SC         | 科威特城   | 超聯，第 15 位 |

## 歷屆冠軍
以下為歷屆聯賽冠軍：
- 1965–66：科海坦
- 1966–67：塔德蒙
- 1967–68：亞蒙克
- 1968–69：卡茲瑪
- 1969–70：法哈希爾
- 1970–71：科海坦
- 1971–72：沙米亞
- 1972–73：法哈希爾
- 1973–74：科海坦
- 1974–75：艾沙巴柏
- 1975–76：法哈希爾
- 1976–77：舒拉比赫
- 1977–78：阿爾納斯爾
- 1978–79：法哈希爾
- 1979–1985：沒有舉行
- 1985–86：塔德蒙
- 1986–87：阿爾納斯爾
- 1987–1988：沒有舉行
- 1988–89：艾傑拉
- 1989–90：法哈希爾
- 1990–1992：因波斯灣戰爭而中斷
- 1992–93：塔德蒙
- 1993–94：科海坦
- 1994–1995：沒有舉行
- 1995–96：沙希爾
- 1996–1999：沒有舉行
- 1999–00：阿拉比
- 2000–01：沙希爾
- 2001–02：艾沙巴柏
- 2002–03：艾傑拉
- 2003–2006：沒有舉行
- 2006–07：阿爾納斯爾
- 2007–08：艾沙巴柏
- 2008–09：舒拉比赫
- 2009–10：沙希爾
- 2010–11：艾沙巴柏
- 2011–12：舒拉比赫
- 2012–13：法哈希爾
- 2013–2017：沒有舉行

## 外部連結
- Kuwaiti Division 1 - Hailoosport.com （页面存档备份，存于） (Arabic)
- Kuwaiti Division 1 - Hailoosport.com （页面存档备份，存于）